# Улица Савичяус
У́лица Са́вичяус (лит. Savičiaus gatvė, пол. ulica Sawicza) — одна из древних улиц в Старом городе Вильнюса. Соединяет улицу Диджёйи и Ратушную площадь с улицей Бокшто; здания преимущественно двух- и трёхэтажные старой застройки.
Длина улицы около 180 м. Движение автомобильного транспорта одностороннее, в направлении от Ратушной площади к улице Бокшто. Она выходит к так называемой «буде Ромеровой» во дворе за высокой стеной (ныне ул. Бокшто 10, Bokšto g. 10), где в первую четверть XVIII века действовала масонская ложа «Усердный Литвин», затем жил художник Альфред Ромер и действовала старейшая в Вильне художественная мастерская, в которой работали художники Канут Русецкий, Ян Зенкевич, Эдвард Мацей Рёмер. По правой южной стороне улицы дома с нечётными номерами 1—15, по левой северной стороне — чётная нумерация (2—10).

## Название
Улица, вместе с частью нынешней улицы Бокшто, получила название по некоему Саве, владевшему большим домом на ней, и закрепилась благодаря больнице Савича, основанной в 1744 году смоленским епископом Богуславом Корвином Гонсевским, который пожертвовал на её устройство 15 тысяч рублей и каменный дом с подсобными постройками. В больнице пользовались страдающие чахоткою, воспалительными, хроническо-благотворительными болезнями; здесь также оказывалась скорая помощь во всех случаях
. После Второй мировой войны в бывшей больнице Савича на улице Бокшто действовал кожно-венерический диспансер (ныне ул. Бокшто 6, Bokšto g. 6). Часть прежней улицы Савича после того, как стоявший на ней августинский костёл Божией Матери Утешения был во второй половине XIX века в православную церковь Святого Андрея, улица до Первой мировой войны называлась Андреевской.

## Здания и достопримечательности

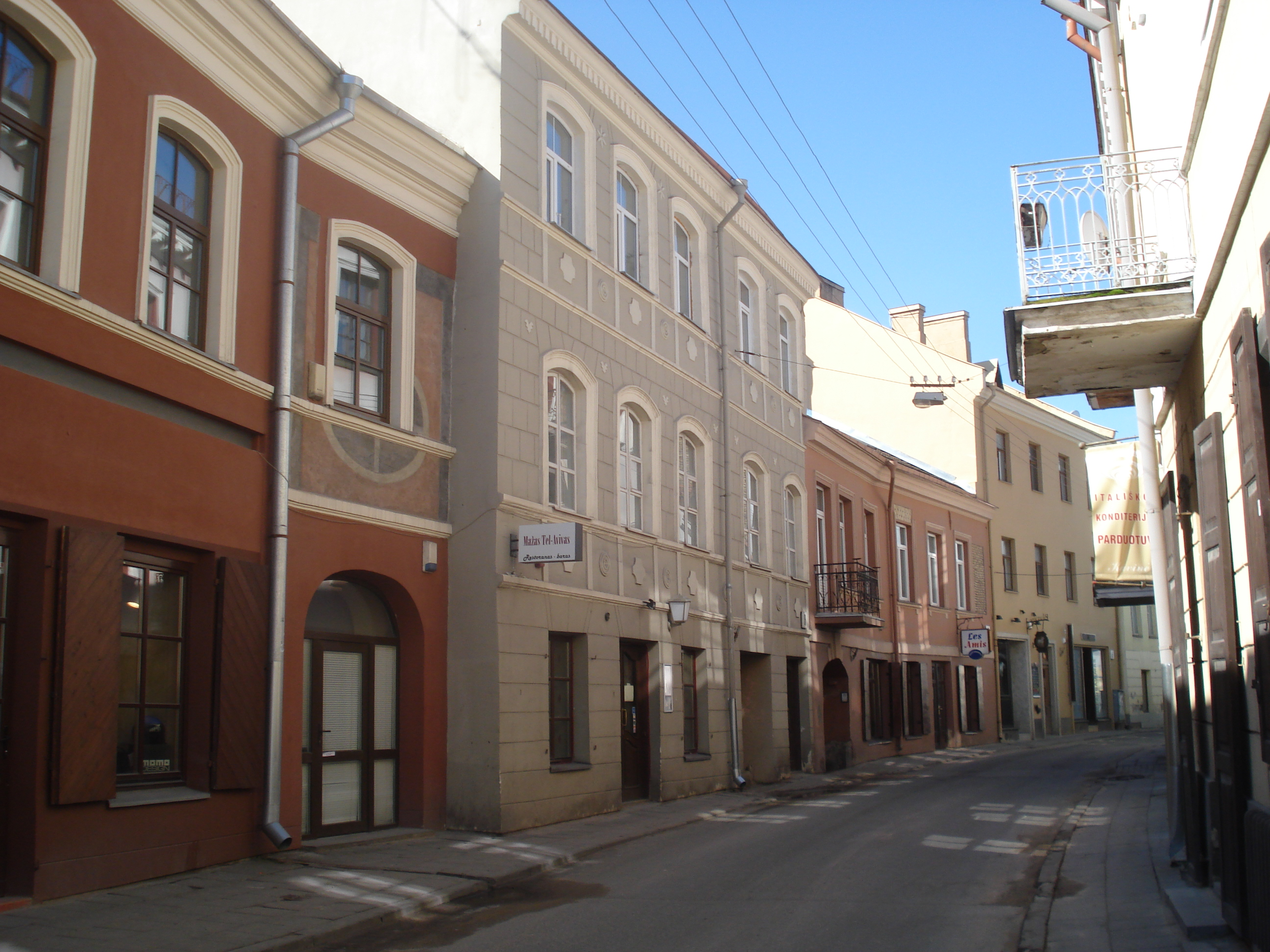
Южная сторона улицы Савичяус

На улице стоят преимущественно жилые дома, нижние этажи которых занимают массажный салон, магазин-салон рам для картин и фотографий, салон красоты, бутик, французский ресторан „Balzac“ в трёхэтажном доме с отделанным рустом фасадом (Savičiaus g. 7), немецкий ресторан Graf Zeppelin (Savičiaus g. 9), сувенирный магазин. С правой южной стороны с улицей Савичяус пересекается небольшая узкая улица Аугустийону (ранее называлась Сяуройи, те есть «узкая»), соединяющая Савичяус с улицей Швянто Казимеро (Švento Kazimiero gatvė).
В начале улицы с южной стороны до Второй мировой войны стояло два здания, разрушенные во время войны и не восстановленные. С другой стороны стоит высокое трёхэтажное здание, выходящее главным фасадом на улицу Диджёйи. Оно было перестроено в 1913 году из прежнего, неоднократно перестраивавшегося здания, по проекту архитектора Михаила Прозорова, для Русско-Азиатского банка. В период между двумя мировыми войнами здесь работал кинотеатр «Эден», в советское время — кинотеатр «Спалис» («Октябрь») и магазин одежды, ныне обосновался банк „Nordea Lietuva“.

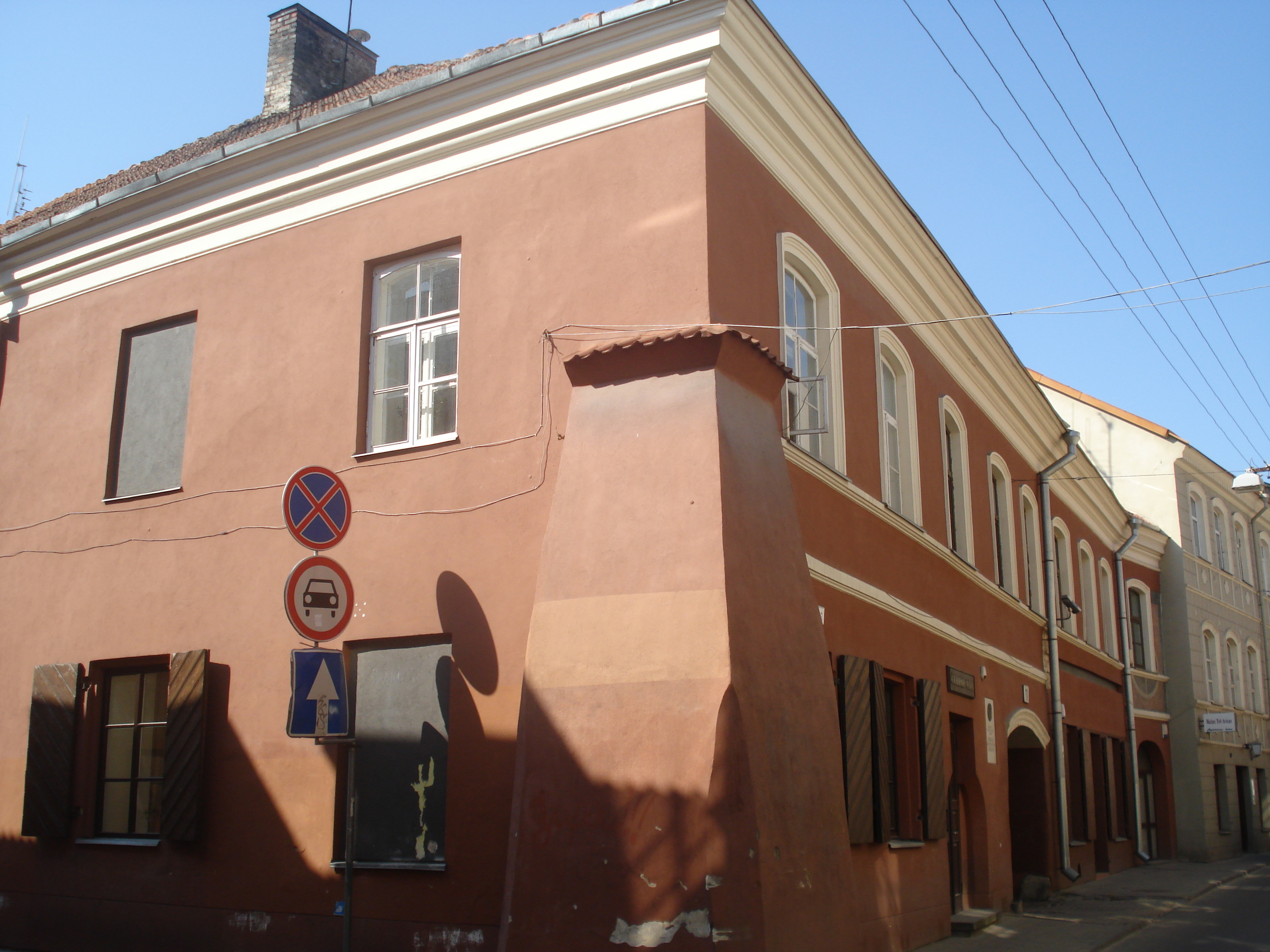
«Дом Чюрлёниса»

Нынешний вид углового двухэтажного дома под номером 11 (Savičiaus g. 11) с южной стороны сложился в XVIII веке, фасад — XIX века. Здание до середины XIX века принадлежало бурмистрам Минкевичам. В 1907—1908 годах здесь жил литовский композитор и художник Микалоюс Константинас Чюрлёнис (к этому периоду относятся его самые зрелые произведения). В этом доме после открытия Второй выставки литовского искусства побывала писательница София Кимантайте, ставшая позднее женой Чюрлёниса. На фасаде дома установлена мемориальная плита, а в здании располагается мемориальный культурный центр «Дом Чюрлёниса» (Čiurlionio namai). «Дом Чюрлёниса» основан в 1995 году в связи с 120-летием со дня рождения Чюрлёниса. В мемориальном культурном центре собираются, хранятся, изучаются материалы, связанные с жизнью и творчеством композитора и художника, проводятся тематические вечера, концерты, научные конференции.

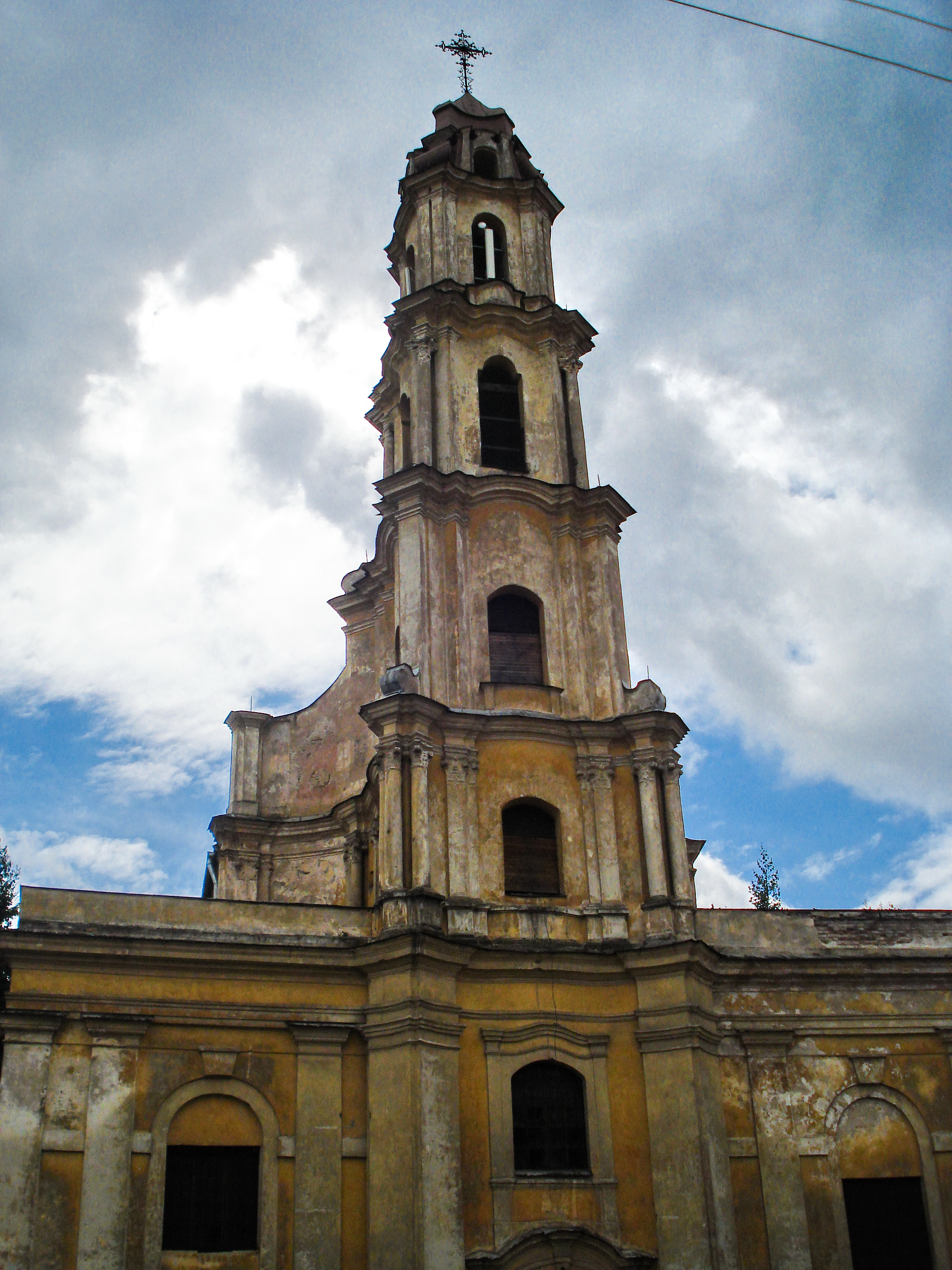
Бывший августинский костёл

За «Домом Чюрлёниса» направо, в южном направлении, отходит улица Аугустийону, ведущая к улице Швянто Казимеро. Напротив располагается жилой дом, в котором часть здания занята коммерческим бюро посольства Венгрии в Литве (Savičiaus g. 8). Соседнее здание, в нижнем этаже которого сейчас работает сувенирный магазин Tekstilės galerija («Галерея текстиля», Savičiaus g. 10), принадлежало Слендзинским. В конце улицы в угловом двухэтажном доме на месте принадлежавших Спасской церкви зданий по левую северную сторону расположилась одонтологическая клиника (Savičiaus g. 14).
Напротив стоит запущенное здание бывшего католического костёла Божией Матери Утешения и монастыря августинцев. Здание костёла примечательно как последнее барочное строение в Вильнюсе (возведено в 1746—1768 годах) и редким исключением в архитектуре литовского барокко — одна, а не две, как обычно, пятиярусная башня.
Устроенная агустинианскими монахами римско-католическая семинария в 1808 году вместе с костёлом была присоединена к Виленскому университету.

В этой семинарии воспитывался и жил с 1816 по 1820 гг. известный впоследствии Литовский митрополит Иосиф Семашко.
В комнатке, где жил святитель, во 2 этаже, небольшой, с одним окном, выходящим на Бакшту, установлен его портрет и помещена мраморная доска с надписью: «В этой комнате-келье жил и трудился, будучи студентом, приснопамятный святитель Литовский, митрополит Иосиф Семашко».

В этой же семинарии получили образование и многие другие известные иерархи Западной России, как например: Минский архиепископ Антоний Зубко, бывший до 1836 г. ректором Литовской семинарии уже в сане епископа Берестского; бывший архиепископ Полоцкий Василий Лужинский, впоследствии член Святейшего Синода, префект семинарии по избранию Совета Виленского университета и доктор богословия, и другие.— А. А. Виноградов. Путеводитель по городу Вильне и его окрестностям. Вильна, 1908. С. 96—97.
.

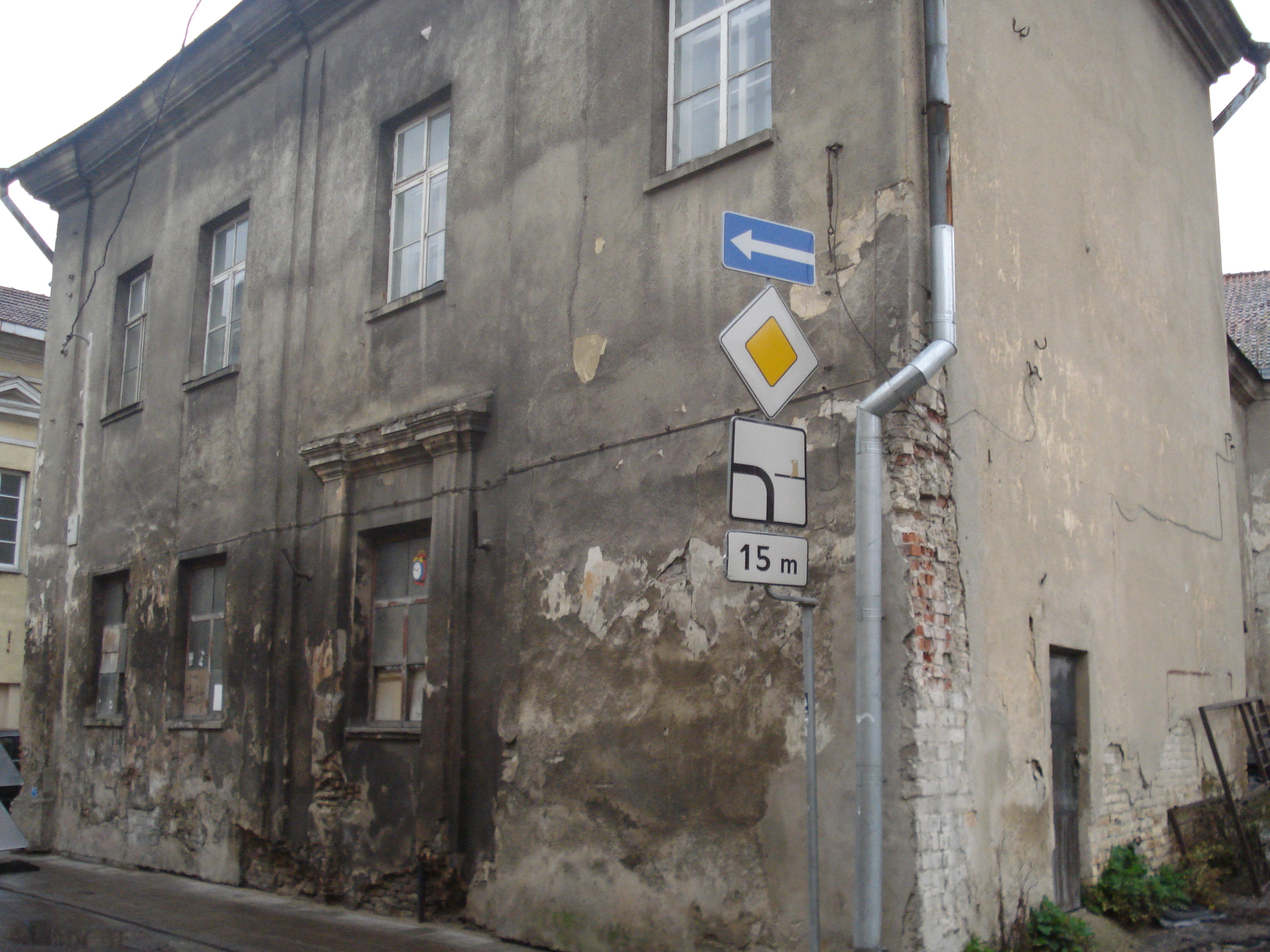
Заброшенное здание бывшего монастыря и семинарии

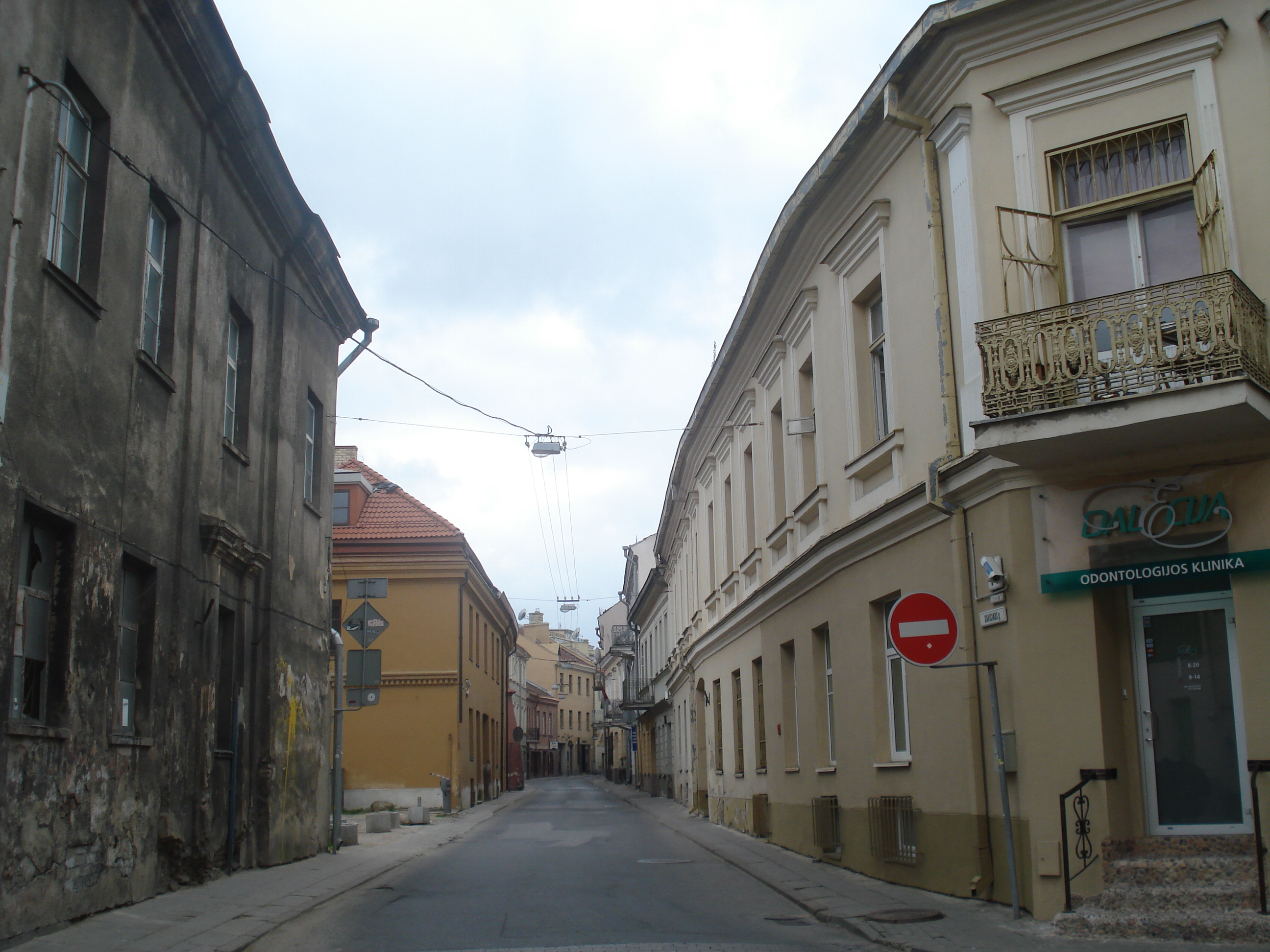
Вид от улицы Бокшто

В 1833—1842 годах в зданиях монастыря действовала римско-католическая Духовная академия, в которой, в частности, преподавал ставший впоследствии епископом и писателем Мотеюс Валанчюс. В 1859 году храм по проекту архитектора Томаша Тышецкого был перестроен в православную церковь Святого Андрея, а чудотворный образ Божией Матери Утешения и литургическая утварь были перенесены в костёл Святых Иоаннов, орган и портрет великого князя литовского Витовта — в кафедральный собор Святого Станислава..
В 1918 году костёл был возвращён католикам и реставрирован. Часть зданий бывшего монастыря со стороны нынешней улицы Бокшто была передана в ведение Университету Стефана Батория. В них были расположены мужское общежитие, университетская столовая, помещения молодёжных организаций. В зданиях со стороны нынешней Савичяус располагалась учительская семинария. После Второй мировой войны в сохранившихся зданиях были оборудованы квартиры, жильё в которых предоставлялось преподавателям государственного Вильнюсского университета. Костёл использовался как овощной склад. Его интерьер был уничтожен железобетонными перекрытиями. В настоящее время не действует.